# Mô hình hoạt động mục tiêu
Mô hình hoạt động mục tiêu (TOM) là một mô tả về trạng thái mong muốn của mô hình hoạt động của một tổ chức. Khi làm việc trên mô hình hoạt động, việc xác định mô hình "như hiện tại" và mô hình "sẽ là" là bình thường. Mô hình hoạt động mục tiêu là mô hình "được". Có thể tạo Mô hình hoạt động mục tiêu cho một doanh nghiệp hoặc một chức năng trong một doanh nghiệp hoặc bộ chính phủ hoặc một tổ chức từ thiện.
Có nhiều khung khác nhau xác định các thành phần của Mô hình hoạt động mục tiêu. Do đó, mỗi dự án để xác định Mô hình hoạt động mục tiêu sẽ tập trung vào các khía cạnh hơi khác nhau tùy thuộc vào thách thức mà tổ chức phải đối mặt. Một số Mô hình hoạt động mục tiêu được tạo ra để giúp liên kết giữa công nghệ thông tin và chiến lược, một số khác để giúp liên kết giữa thiết kế và chiến lược tổ chức, v.v. Mô hình hoạt động mục tiêu chuyển đổi ý tưởng chiến lược thành kế hoạch hoạt động.
Một khung được mô tả trong định nghĩa Mô hình hoạt động xuất phát từ Ashridge Executive Education - POLISM [  ]. Đây là viết tắt của
- P - quy trình và khả năng;
- O - tổ chức, tức là những người cần thiết để chạy các quy trình hoặc cung cấp các khả năng, và cấu trúc tổ chức, trách nhiệm, khuyến khích và văn hóa sẽ hỗ trợ và nuôi dưỡng những người này;
- L - các vị trí, tòa nhà, cơ sở hạ tầng và các tài sản và tài nguyên cần thiết khác trong tổ chức để hỗ trợ các quy trình và khả năng;
- I - hệ thống thông tin và các liên kết tổ chức chéo hoặc vị trí chéo khác cần thiết để hỗ trợ các quy trình và khả năng, đặc biệt là các ứng dụng phần mềm cần thiết để xử lý thông tin;
- S - các nhà cung cấp và đối tác kinh doanh cần thiết bên ngoài tổ chức để hỗ trợ các quy trình và khả năng cũng như các loại thỏa thuận giữa tổ chức này và các đối tác này.
- M - hệ thống quản lý và quy trình để phát triển chiến lược, lập kế hoạch, đặt mục tiêu, quản lý hiệu suất và cải tiến liên tục.

Một khung đơn giản hơn được sử dụng trong tài liệu về Kiến trúc doanh nghiệp. Chiến lược được chuyển đổi thành các khả năng, sử dụng bản đồ năng lực và mỗi khả năng được mô tả theo "con người", quy trình và công nghệ.
Một mô hình hoạt động mục tiêu có thể là một tài liệu một trang - Canvas Mô hình hoạt động là một ví dụ. Nó cũng có thể là 10 trang hoặc 100 trang. Nếu tài liệu dài hơn 100 trang, nó sẽ trở thành một hướng dẫn chứ không phải là một mô hình.
Các mô hình hoạt động mục tiêu cung cấp tầm nhìn cho các tổ chức trải qua thay đổi. Lý do cho bất kỳ TOM mới nào có thể là một chiến lược mới hoặc mô hình kinh doanh mới hoặc thất bại đáng kể trong việc thực hiện các hoạt động hiện tại cho một hoặc nhiều bên liên quan. Do đó công việc TOM nên được liên kết chặt chẽ với công việc chiến lược. Hình thức theo chức năng; nói cách khác TOM tuân theo chiến lược. Thông thường, một dự án TOM cũng bao gồm lộ trình theo thời gian chỉ định những gì công ty cần làm để chuyển từ "nguyên trạng" sang "thành".
Một nơi tốt để bắt đầu là với một bản đồ chuỗi giá trị. Đầu tiên xác định các đề xuất giá trị (các sản phẩm và dịch vụ) mà tổ chức đang cung cấp. Sau đó, xác định, đối với mỗi đề xuất giá trị, chuỗi giá trị của các hoạt động cần thiết để cung cấp các đề xuất. Các chuỗi giá trị khác nhau sau đó có thể được trình bày ở trên hoặc bên dưới nhau trong một "bản đồ", để xác định các bước có thể được "tổng hợp" một chuỗi để đạt được hiệu quả kinh tế theo quy mô hoặc "tiêu chuẩn hóa" để đạt được sự nhất quán hoặc "tách biệt" đạt được sự thích ứng cục bộ. Những lựa chọn này sau đó dẫn trực tiếp đến ý nghĩa tổ chức.
Công việc TOM có thể được thực hiện ở các mức độ chi tiết khác nhau. Ở cấp độ cao nhất là chiến lược hoặc các nguyên tắc thiết kế. Sau đó là một bản phác thảo thô, có thể ở dạng bản đồ chuỗi giá trị hoặc mô hình tổ chức. Sau đó, ngày càng có nhiều lớp chi tiết đến cuối cùng trong mô tả công việc cho mọi công việc, bố trí sàn cho văn phòng hoặc nhà máy, KPI cho mỗi bộ phận, dự thảo hợp đồng cho mọi nhà cung cấp, thông số kỹ thuật đầu vào và đầu ra cho mọi ứng dụng phần mềm, v.v.
Mô hình hoạt động mục tiêu khu vực (RTOM)
Một dự án chuyển đổi với giải pháp bao gồm các khu vực. RTOM sẽ hình thành các tiêu chuẩn khu vực để thực hiện giữa các khu vực.
RTOM cần nắm bắt nguyên trạng của thiết kế tổ chức, khả năng kinh doanh, quy trình kinh doanh và các thành phần công nghệ hỗ trợ. Nó sẽ xác định thiết kế tổ chức, khả năng kinh doanh, quy trình kinh doanh và khả năng công nghệ hỗ trợ cần thiết. Những lợi ích kinh doanh cấp cao của RTOM cũng cần được nói rõ. Đối với các lỗ hổng được xác định trong khả năng công nghệ, cần nắm bắt các yêu cầu kinh doanh để tạo điều kiện thuận lợi cho giai đoạn tiếp theo của công việc - đánh giá giải pháp.